# Umihana Čuvidina
Umihana Čuvidina, někdy chybně Čujdina (asi 1794, Sarajevo – asi 1870, tamtéž) byla první bosenská básnířka.

## Život
O jejím životě toho není příliš známo, protože nesplňovala žádný z tehdejších povinných požadavků pro zapsání do úředních listin. Proto jsou údaje o jejím narození a úmrtí nejasné. Narodila se v Sarajevu kolem roku 1794 v době, kdy byla Bosna součástí Osmanské říše. Pocházela z rodiny bosňáckých restauratérů a mládí prožila v sarajevské čtvrti Hrid ležící na levém břehu řeky Miljacka.
Roku 1813 se zasnoubila s mladým mužem jménem Mujo Čamdži, který pak padl jako voják armády Derendeliho Ali-pašy v blízkosti malého města Loznica nedaleko řeky Driny, během bojů souvisejících s tureckým obsazováním srbských území po prohraném prvním srbském povstání. Čuvidina byla smrtí svého snoubence silně citově zasažena. Rozhodla se, že se nikdy nevdá, a začala psát básně a písně o svém snoubenci a jeho spolubojovnících.
Zemřela kolem roku 1870 v Sarajevu a byla pohřbena podle muslimského zvyku na neznámém místě „pod hájem na skále“.

## Dílo
Čuvidina svým dílem výrazně přispěla k rozvoji sevdalinky, tradičního žánru bosňácké lidové hudby. Pocházela z prostředí, ve kterém byla lidová píseň ceněna a respektována, a autorka v této tradici pokračovala. Většina jejích písní zlidověla, protože se z hlediska svých stylistických vlastností nelišila od lidové epicko-lyrické tvorby. Tvořila však v období evropského romantismu a zdrojem jejích básní již není sdílená zkušenost a sounáležitost s kolektivem, který v lidové poezii převládá, ale individuální zkušenosti a pocity.
Podle literárních historiků je možno za její básně bezpečně považovat pouze tři, vytvořené pravděpodobně v letech 1813 až 1820:
- Sarajlije iđu na vojsku protiv Srbije (Sarajevané jdou do války proti Srbsku). Jde o jedinou autorčinu báseň dochovanou v původní podobě, tj. napsanou arabicí (arabským písmem, upraveným pro slovanskou abecedu),[7] což je typické pro tzv. aljamiado literaturu.[8]
- Čamdži Mujo i lijepa Uma (Čamdži Mujo a krásná Uma), v básni autorka popisuje smrt svého snoubence a svůj žal.[9]
- Žal za Čamdži Mujom (Touha po Čamdži Mujovi).[9]